# Être et avoir
Être et avoir je francouzský dokumentární film, který režíroval Nicolas Philibert. Snímek byl uveden mimo hlavní soutěž na filmovém festivalu v Cannes 19. května 2002. Film sleduje během školního roku učitele a jeho třídu dětí od 4 do 11 let v místní škole v obci Saint-Étienne-sur-Usson v Auvergne.

## Děj
V malém venkovském městečku v Auvergne učí na základní škole jediný učitel Georges Lopez, který má ve své třídě asi patnáct dětí ve věku od mateřské školy až po nižší stupeň základní školy. Dokument se zaměřuje na výuku a životní podmínky v tomto konkrétním prostředí, na vztahy, které se vyvíjejí mezi žáky a jejich učitelem, a také na vztah mezi učitelem a rodiči žáků. Je kladen důraz na pedagogický přístup učitele.

## Ocenění
Film byl zařazen na seznam 50 filmů, které je třeba vidět, než vám bude 14 let, který v roce 2005 sestavil Britský filmový institut.
- César: vítěz v kategorii nejlepší střih (Nicolas Philibert); nominace v kategoriích nejlepší režie (Nicolas Philibert) a nejlepší film
- Cena Louise Delluca
- Cena Méliès
- Étoile d'or du cinéma français
- Evropská filmová cena v kategorii dokument
- Festival Valladolid: cena Tiempo de historia
- Velká cena na festivalu francouzského filmu ve Florencii
- Cena Tübingen na festivalu frankofonních filmů v Tübingenu
- Union de la presse cinématographique belge: cena Humanum